# St. Bonifatius (Gierstädt)
Die evangelische Kirche St. Bonifatius in Gierstädt im Landkreis Gotha (Thüringen) am Waldrand der Fahner Höhe stammt aus dem 19. Jahrhundert.

## Geschichte
Um 800 soll Bonifatius laut einer Überlieferung im Ort eine Linde gepflanzt haben. Die mittelalterliche Vorgängerkirche, die sich nahe dem jetzigen Bau befand, war baufällig geworden und wurde 1843 gesperrt. In den Jahren 1844–1846 entstand unter Leitung des Gothaer Baurates Gustav Eberhard die heutige Kirche. Der hohe Turm mit seinem Zinnenkranz und Spitzhelm hat gotischen Charakter, während die Kirche ansonsten im Renaissancestil errichtet wurde. Im Jahre 2002 konnten die Renovierungsarbeiten zur Erhaltung des Turmes begonnen werden, die Glocken erhielten ein elektrisches Läutwerk. Zu DDR-Zeiten wurde die Backsteinmauer verputzt, heute liegen große Teile des Gemäuers wieder frei.

## Inneneinrichtung
Im Innern ist die Kirche in ihrem Originalzustand von 1846 erhalten. Gleichwohl nahmen die Bauschäden im Lauf der Zeit zu. Die Innenraumsanierung wird zurzeit vorbereitet. Die alten gusseisernen Öfen beiderseits des Altars sind außer Betrieb. An der Ostwand der einschiffigen Hallenkirche befindet sich auf der ersten von zwei Emporen die Orgel.

## Orgel

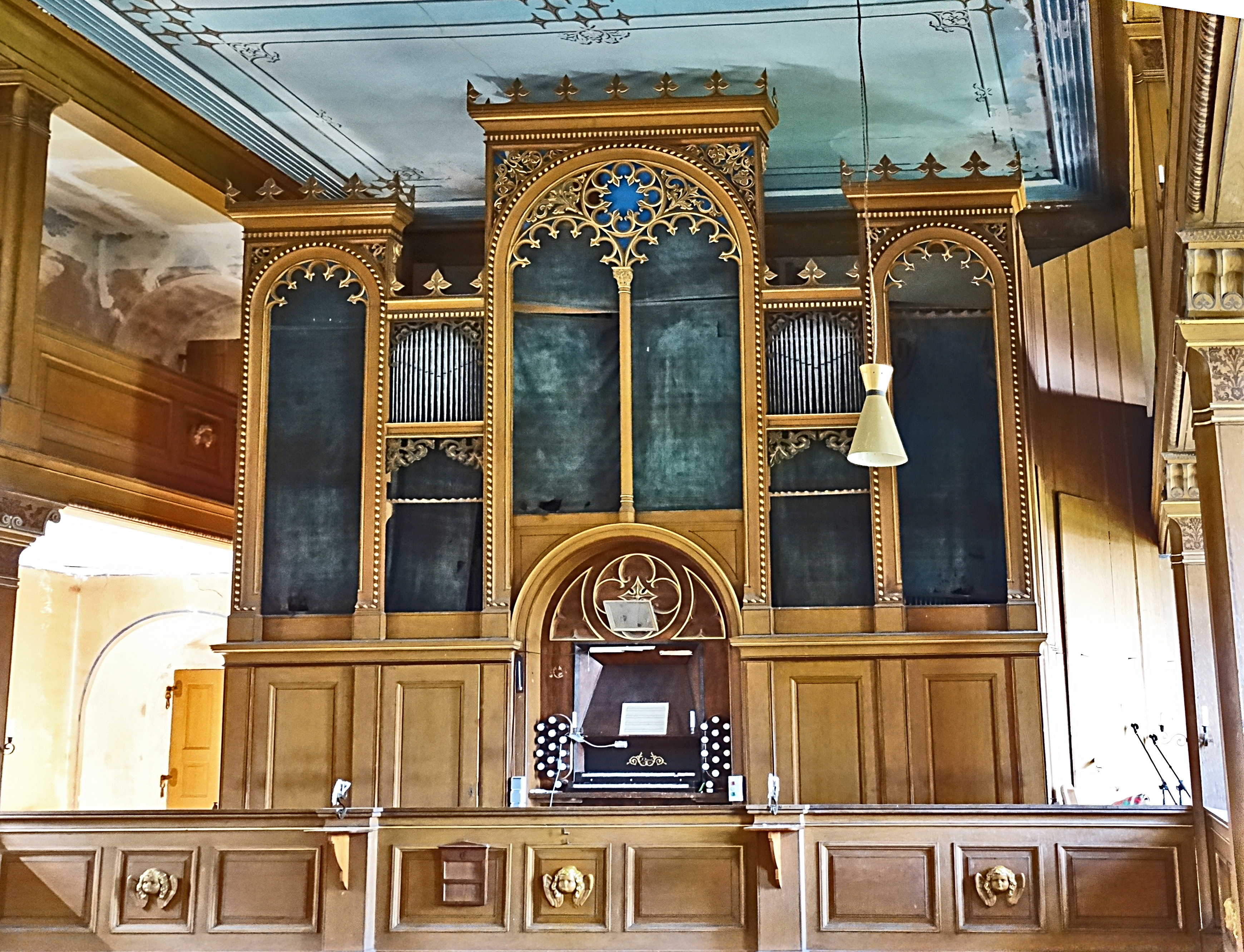
Knauf-Orgel

Die Orgel der St.-Bonifatius-Kirche wurde 1846 von dem Orgelbaumeister Friedrich Knauf aus Groß-Tabarz (heute Teil von Bad Tabarz) erbaut. Das rein mechanische Instrument hat 25 Register auf zwei Manualen und Pedal. Wahrscheinlich während des Ersten Weltkriegs wurden die Prospektpfeifen entfernt und eingeschmolzen. Das dadurch fehlenden Pedal-Werk wurde durch Holzpfeifen auf der Orgel-Rückseite ersetzt. Die entstandenen Lücken im Prospekt wurden mit grünem Stoff verhängt.
| I Hauptwerk C–f3 |           |     |
| 1.               | Bordun    | 16′ |
| 2.               | Principal | 8′  |
| 3.               | Hohlflöte | 8′  |
| 4.               | Gedackt   | 8′  |
| 5.               | Gambe     | 8′  |
| 6.               | Octave    | 4′  |
| 7.               | Hohlflöte | 4′  |
| 8.               | Quinta    | 3′  |
| 9.               | Octave    | 2′  |
| 10.              | Mixtur    | 2′  |

| II Oberwerk C–f3 |                  |     |
| 11.              | Lieblich Gedackt | 16′ |
| 12.              | Gegen Principal  | 8′  |
| 13.              | Flaute har.      | 8′  |
| 14.              | Lieblich Gedackt | 8′  |
| 15.              | Fugara           | 8′  |
| 16.              | Salicional       | 8′  |
| 17.              | Octave           | 4′  |
| 18.              | Fugara           | 4′  |
| 19.              | Octave           | 2′  |
| 20.              | Mixtur           | 2′  |

| Pedal C–d1 |              |     |
| 21.        | Principalbaß | 16′ |
| 22.        | Violonbaß    | 16′ |
| 23.        | Subbaß       | 16′ |
| 24.        | Octavbaß     | 8′  |
| 25.        | Violoncello  | 8′  |

- Koppeln: Manualschiebekoppel II/I, I/P
- Weitere Spielhilfe: Calcantenruf